# Consum (automoció)
El consum d'un automòbil és la relació entre la distància recorreguda i la quantitat de combustible utilitzada pel vehicle. Es pot expressar en termes de volum de combustible per unitat de distància o distància recorreguda per unitat de volum de combustible. El primer cas és habitual a la majoria de països europeus, Xina, Sud Àfrica, Austràlia i Nova Zelanda, generalment litres per 100 kilòmetres. El consum s'expressa habitualment com a distància recorreguda als Estats Units, Regne Unit i el Canadà, on s'utilitzen les milles per galó. També a llatinoamèrica, Europa (països nòrdics i Itàlia), Àsia, parts d'Àfrica i Oceania, on s'utilitza els kilòmetres per litre. Tot i que és més habitual utilitzar les milles per galó, les lleis britàniques i canadenques permeten l'ús tant de litres per 100 kilòmetres com de milles per galó imperial. Cal tenir en compte, però, que quan s'utilitza el galó, és necessari identificar el tipus de galó utilitzat, ja que el galó imperial equival a 4,5 litres i el galó internacional equival a 3,785 litres. Donat que el consum és un factor significant de contaminació atmosfèrica, i que la importació de combustible pot ser una part important de la balança comercial d'un país, molts països imposen requeriments al consum dels vehicles.
| 1 litre per 100 km ≈ 235,21 milles per galó inter. ≈ 282,48 milles per galó imperial |
| 235,21 litres per 100 km ≈ 1 milla per galó inter. ≈ 1,2 milla per galó imperial     |
| 282,48 litres per 100 km ≈ 0,83 milla per galó inter. ≈ 1 milla per galó imperial    |